# Corvus Glaive
Corvus Glaive es un supervillano ficticio que aparece en cómics estadounidenses publicados por Marvel Comics. Es un miembro destacado del Orden Negro, un equipo de alienígenas que trabajan para el titán Thanos.
Corvus Glaive aparece como uno de los Hijos de Thanos en la película de 2018 Avengers: Infinity War y la película de 2019, Avengers: Endgame, retratado por Michael James Shaw.

## Historial de publicaciones
El personaje fue creado por Jonathan Hickman y Jim Cheung y apareció por primera vez en Infinity: Free Comic Book Day (mayo de 2013).
El personaje ha sido descrito por Hickman como "favorito de Thanos. Corvus es cruel, arrogante y el más leal del Orden Negro. Un guerrero que traicionó a su pueblo y vendió su alma a Thanos para perseguir un tipo diferente de gloria".
El editor Tom Breevort dijo:

Era el único personaje entre los generales que fue diseñado por Jim, y fue diseñado por Jim específicamente porque esta historia se estaba haciendo y Jim tenía que llegar a él primero. En esencia, esto no es diferente de cualquier otro desafío de diseño. Jonathan colocó los detalles de los personajes sobre la mesa, Jim fue a la ciudad e hizo algunos diseños: diferentes roughs para la cabeza y demás. Seleccionamos de eso y se fue. Él es el más prominente de los cinco tenientes. Es el segundo al mando de Thanos y el que más rápidamente habla por él, y aún así quieres que tenga un cierto contraste visual con Thanos. Mientras que Thanos es un personaje bastante grande y bloqueado y realmente se convirtió en eso a lo largo de los años, Corvus no es flaco, pero es más esbelto, más ágil, más enérgico, como reflejo de la arma de fuego que porta. Él es como la personificación física de eso en cierto sentido.

## Biografía del personaje ficticio
Corvus Glaive es miembro del Orden Negro de Thanos. Fue elegido por su dominio de las habilidades tácticas y de combate y, por lo tanto, fue elegido para dirigirlos. Él también es el esposo de otro miembro del orden, Proxima Midnight. Su primera orden fue atacar a la Tierra para complacer a su maestro. Atacó la Escuela Jean Grey para el aprendizaje superior, pero fue llamado cuando Ebony Maw encontró al hijo de Thanos, Thane. Corvus fue borrado por Hyperion mientras Thane apagó el grupo y congeló a Thanos y Próxima en ámbar. Sin embargo, debido al poderoso Corvus Glaive, fue capaz de revivir a sí mismo y volvió a la normalidad.
Corvus se encuentra con Namor que libera a Próxima y Thanos, y les pide que se unan a su Camarilla debido a su propia ira hacia la Tierra. Sin embargo, Namor pronto descubrió que odiaba las tácticas de la Camarilla y se comprometió a trabajar con los Illuminati para derrotarlos. El propio Namor fue traicionado y se encontró a sí mismo y a la Camarilla atrapados en una tierra que debía ser destruida. Todos lograron escapar al Universo Máximo Marvel y prometieron vengarse. Hicieron una "balsa salvavidas" y lograron sobrevivir después de la destrucción de todos los universos. La Camarilla terminó en Battleworld donde procedieron a atacar a los lugareños. Sin embargo, el Dios Emperador Doom dispersó al grupo a los diversos rincones de Battleworld y Corvus y Próxima fueron encarcelados por Apocalipsis.
Se las arregló para regresar a su propio hogar cuando Mainstream Marvel Universe fue reconstruido y procedió a hacer su propio Orden Negro, construyendo lentamente su ejército en toda la galaxia. Sin embargo, Thanos regresó y los dos lucharon con el antiguo maestro de Corvus como vencedor. Como no quería que su vida terminara, Corvus tomó su lanza destruida y se suicidó.
Corvus Glaive luego regresó de entre los muertos cuando la Orden Negra fue reformada por Challenger con el grupo formado también por Black Swan, Ebony Maw, una proyección psíquica de Supergiant y una reanimación de Proxima Midnight y Black Dwarf. El grupo se enfrentó a una versión alienígena de la Legión Letal formada por el Gran Maestro en un concurso donde la Tierra es el campo de batalla. Él es asesinado por Rogue, que está enfurecido por la muerte de la Antorcha Humana. Después de que el concurso termina, Corvus Glaive aparece vivo mientras él y el resto del Orden Negro se reagrupan en el planeta Angargal. Ellos se acercaron al Gran Maestro que tenía una oferta para ellos.

## Poderes y habilidades
Corvus Glaive posee los atributos típicos de un individuo súper poderoso, que incluyen súper fuerza, súper velocidad, súper resistencia e invulnerabilidad. La inmortalidad de Corvus se deriva de su arma, una poderosa lanza que al permanecer en una sola pieza, le permite sobrevivir a cualquier evento o acto que provoque su muerte, incluso a ser borrado. Dicha lanza en sí misma puede atravesar cualquier materia y entidad conocida en el universo. Corvus Glaive puede atraer su arma a su mano de nuevo cada vez que la lanza, a través de un simple gesto.

## En otros medios

### Televisión
- Corvus Glaive aparece al final de la segunda temporada de Avengers Assemble en la voz de David Kaye, donde sirve al Orden Negro bajo Thanos.[18]
- Corvus Glaive aparece en Guardians of the Galaxy con David Kaye repitiendo su papel.[18]

### Universo cinematográfico de Marvel
Corvus Glaive aparece en medios ambientados en el Universo cinematográfico de Marvel, con la voz y captura de movimiento de Michael James Shaw.
- Glaive aparece en Avengers: Infinity War. Él y los Hijos de Thanos ayudan a Thanos a encontrar las Gemas Infinitas. Durante la batalla de Wakanda, parece haber desaparecido de la batalla, pero cuando Bruja Escarlata deja a Visión para ir al campo de batalla, se revela que se había estado escondiendo en el laboratorio de Shuri desde el principio, como una trama para obtener la Gema de la Mente. Embosca a Shuri, pero es herido por Visión quien lo ataca. Cuando Steve Rogers aparece para ayudar, casi logra incapacitar a Rogers, solo para ser empalado por la espalda por Visión, con su propia arma.
- Glaive regresa en Avengers: Endgame, con Shaw repitiendo el papel.[21] Una versión 2014 del personaje viaja a través del tiempo con las fuerzas de Thanos para participar en la batalla climática en la Tierra. Okoye lo hiere durante la batalla y luego se desintegró, junto a Midnight con el resto de las fuerzas de Thanos, cuando Tony Stark activa las Gemas del Infinito.[22]
- Aparece una versión alternativa de Glaive en la serie animada de Disney+ ¿Qué pasaría si...? episodio "¿Qué pasaría si... T'Challa se convirtiera en un Star-Lord?".

### Videojuegos
- Corvus Glaive aparece como un personaje jugable en Marvel: Avengers Alliance.[23]
- Corvus Glaive aparece como un personaje jugable en Marvel: Future Fight.[24]
- Corvus Glaive aparece como un personaje jugable en Marvel: Contest of Champions.[25]
- Corvus Glaive aparece en Lego Marvel Super Heroes 2.[26] Aparece en el DLC de "Infinity War".
- Corvus Glaive apareció como un personaje jugable en Marvel End Time Arena.[27]
- Corvus Glaive aparece como un jefe en Marvel Ultimate Alliance 3: The Black Order, nuevamente con la voz de David Kaye.[18]